# Tjörnes
Tjörnes (is. Tjörneshreppur) è un comune islandese della regione di Norðurland eystra.